# Fluvoxamin
Fluvoxamin er et stof i kategorien SSRI, som er en gruppe af forskellige former for antidepressiv medicin. Fluvoxamin markedsføres under navnet Fevarin og i USA under navnet Luvox. Sammen med Zelmid er det en af ældste former for SSRI og var det første lægemiddel af denne type ordineret til en højere grad, da Zelmid hurtigt blev trukket tilbage fra markedet. I dag er det foreskrevet sjældnere, da de nyere SSRI'er såsom sertralin og fluoxetin har vist sig at være mildere og at have mere skånesomme bivirkninger. Fluvoxamin har dertil en kraftigere virkning, kombineret med en langt større risiko for kvalme, især i begyndelsen af behandlingen. Normalt ordineres fluvoxamin ikke før andre SSRI er afprøvet.
Som med mange andre medikamenter, anbefales det at man ikke indtager alkohol samtidig med en fluvoxamin-behandling.
Fluvoxamin anvendes i kombination med psykoterapi ved:
- Moderat til moderat svær depression hos voksne
- Obsessive Compulsive Disorder,
- Svær præmenstruelt syndrom, præmenstruelle dysforisk lidelse
- Dysthymia.
- Og ny forskning har vist, at det kan reducere covid-19 patienters risiko markant for at komme i respirator og for at dø af sygdommen.

## Bivirkninger
Mulige bivirkninger omfatter vægtændringer, træthed, svimmelhed, rysten, kvalme og manglende seksuel interesse. Ellers er fluvoxamins bivirkningsprofil meget lig andre SSRI'er.